# 张俊岐
张俊岐（？—），中华人民共和国政治人物、外交官。
1993年，接替柳白，担任中华人民共和国驻毛里塔尼亚大使。1998年，由仓友衡接任。